# Сесил, Уильям, 3-й маркиз Эксетер
Уильям Аллейн Сесил, 3-й маркиз Эксетер (англ. William Alleyne Cecil, 3rd Marquess of Exeter; 30 апреля 1825 — 14 июля 1895) — британский пэр и консервативный политик, он был известен как лорд Берли в 1825—1867 годах. Он служил казначеем королевского двора с 1866 по 1867 год и капитаном Корпуса офицеров почётного эскорта с 1867 по 1868 год.

## Предыстория
Родился 30 апреля 1825 года. Старший сын Браунлоу Сесила, 2-го маркиза Эксетера (1795—1867), и его жены Изабеллы (1803—1879), дочери депутата Уильяма Стивена Пойнца. Он получил образование в колледже Святого Иоанна в Кембридже, где он был президентом Университетского клуба Питта.

## Крикет
Эксетер играл в первоклассный крикет за крикетный клуб Марилебона и Кембриджский университет с 1847 по 1851 год.

## Политическая карьера
Уиляьм Сесил был избран в Палату общин от Южного Линкольншира в 1847 году. Это место в парламенте он занимал до 1857 года, а затем в заседал в Палате общин от Северного Нортгемптоншира с 1857 по 1867 год. Он входил в состав правительства графа Дерби, где занимал пост казначея королевского двора с 1866 по 1867 год.
16 января 1867 года после смерти своего отца Уильям Сесил унаследовал титул 3-го маркиза Эксетера и вошел в Палату лордов. В марте 1867 года Дерби назначил его капитаном Почетного корпуса вооруженных джентльменов, должность, которую он занимал до декабря 1868 года, последние девять месяцев при премьер-министре Бенджамине Дизраэли. В 1866 году он был принят в Тайный совет Великобритании.

## Семья
17 октября 1848 года лорд Эксетер женился на леди Джорджине Софии Пакенем (ок. 1828 — 26 марта 1909), дочери Томаса Пакенема, 2-го графа Лонгфорда (1774—1835), и леди Джорджианы Эммы Шарлотты Лайгон (? — 1880). У них было по меньшей мере девять детей:
- Браунлоу Генри Джордж Сесил, 4-й маркиз Эксетер (20 декабря 1849 — 9 апреля 1898), старший сын и преемник отца
- Лорд Фрэнсис Гораций Пьерпонт Сесил (5 июля 1851 — 23 июня 1889), в 1874 году женился на Эдит Брукс (? — 1923), дочери сэра Уильяма Канлиффа Брукса, 1-го баронета.
- Полковник лорд Уильям Сесил (2 ноября 1854 — 16 апреля 1943), 1-я жена с 1885 года Мэри Тиссен-Амхерст, баронессе Амхерст (1857—1919), 2-я жена с 1924 года Вайолет Фрир (? — 1957).
- Леди Кэтрин Сара Сесил (8 апреля 1861 — 14 марта 1918), с 1881 года замужем за Генри де Вер Вейном, 9-м бароном Барнардом (1854—1918).
- Полковник лорд Джон Пакенем Джойси-Сесил (3 марта 1867 — 25 июня 1942), женат с 1896 года на Изабелле Мод Джойси (? — 1949)
- Леди Изабелла Джорджиана Кэтрин Сесил (ок. 1853 — 29 октября 1917), с 1884 года замужем за Уильямом Генри Батти-Райтсоном (1856—1903).
- Леди Мэри Луиза Уэлсли Сесил (? — 12 августа 1930), с 1880 года замужем за Джеймсом Хозье, 2-м бароном Ньюландсом (1851—1929).
- Леди Луиза Александрина Сесил (ок. 1865 — 28 июля 1950), умерла незамужней.
- Леди Фрэнсис Эмили Сесил (ок. 1863 — 23 декабря 1951), умерла незамужней.

Лорд Эксетер скончался в июле 1895 года в возрасте 70 лет, и его титулы унаследовал его старший сын Браунлоу, который также стал правительственным министром. Маркиза Эксетер умерла в марте 1909 года .